# 1168
Năm 1168 trong lịch Julius.

## Sinh
- 18 tháng 11: Tống Ninh Tông, hoàng đế thứ mười ba của nhà Tống và cũng là hoàng đế thứ tư của nhà Nam Tống trong lịch sử Trung Quốc
- Kim Chương Tông, vị vua thứ sáu của nhà Kim trong lịch sử Trung Quốc, tại vị từ năm 1190 đến năm 1208
- Hoàn Nhan Doãn Tế, hoàng đế thứ bảy của nhà Kim, tại vị từ ngày 29 tháng 12 năm 1208 đến ngày 11 tháng 9 năm 1213